# Heterosmylus aspersus
Heterosmylus aspersus är en insektsart som beskrevs av Krüger 1913. Heterosmylus aspersus ingår i släktet Heterosmylus och familjen vattenrovsländor. Inga underarter finns listade i Catalogue of Life.